# 岩头寨镇
岩头寨镇，是中华人民共和国湖南省湘西土家族苗族自治州古丈县下辖的一个乡镇级行政单位。

## 行政区划
岩头寨镇下辖以下地区：
野竹社区、岩头寨社区、草潭社区、岩头寨村、洞溪村、沾潭村、岩嘴村、老寨村、千金村、草潭村、崩山村、长冲村、白竹坪村、鲇溪村、梓木村、坪家村、芭蕉村、洞坪村、磨子坪村、蒿根坪村、土溪村、野竹坪村、鲁家村和湾坪村。